# Hitomi Takagaki
Hitomi Takagaki (高垣 眸, Takagaki Hitomi, 20 janvier 1898 - 2 avril 1983) est un écrivain japonais.

## Adaptations au cinéma
- Kaiketsu kurozukin zenpen (1936)
- (豹の眼) littéralement Œil du jaguar (1956)
- (青竜の洞窟 Seiryū no dōkutsu) littéralement Grotte du dragon bleu (1956)

## Référence
- (en) Cet article est partiellement ou en totalité issu de l’article de Wikipédia en anglais intitulé « Hitomi Takagaki » (voir la liste des auteurs).